# آچزیو
آچزیو (به لاتین: Achziv) یک منطقهٔ مسکونی در اسرائیل است که در Acre Subdistrict واقع شده است.